# Carl Wentzel (Agrarunternehmer)

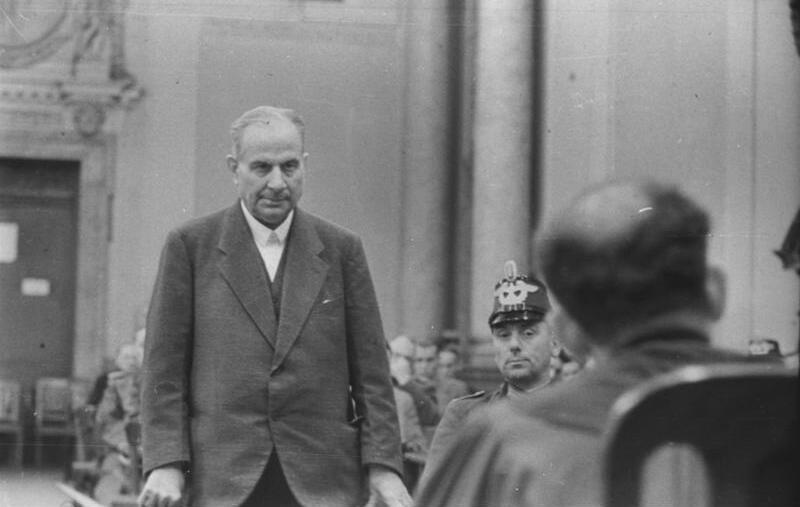
Carl Wentzel vor Freisler (1944)

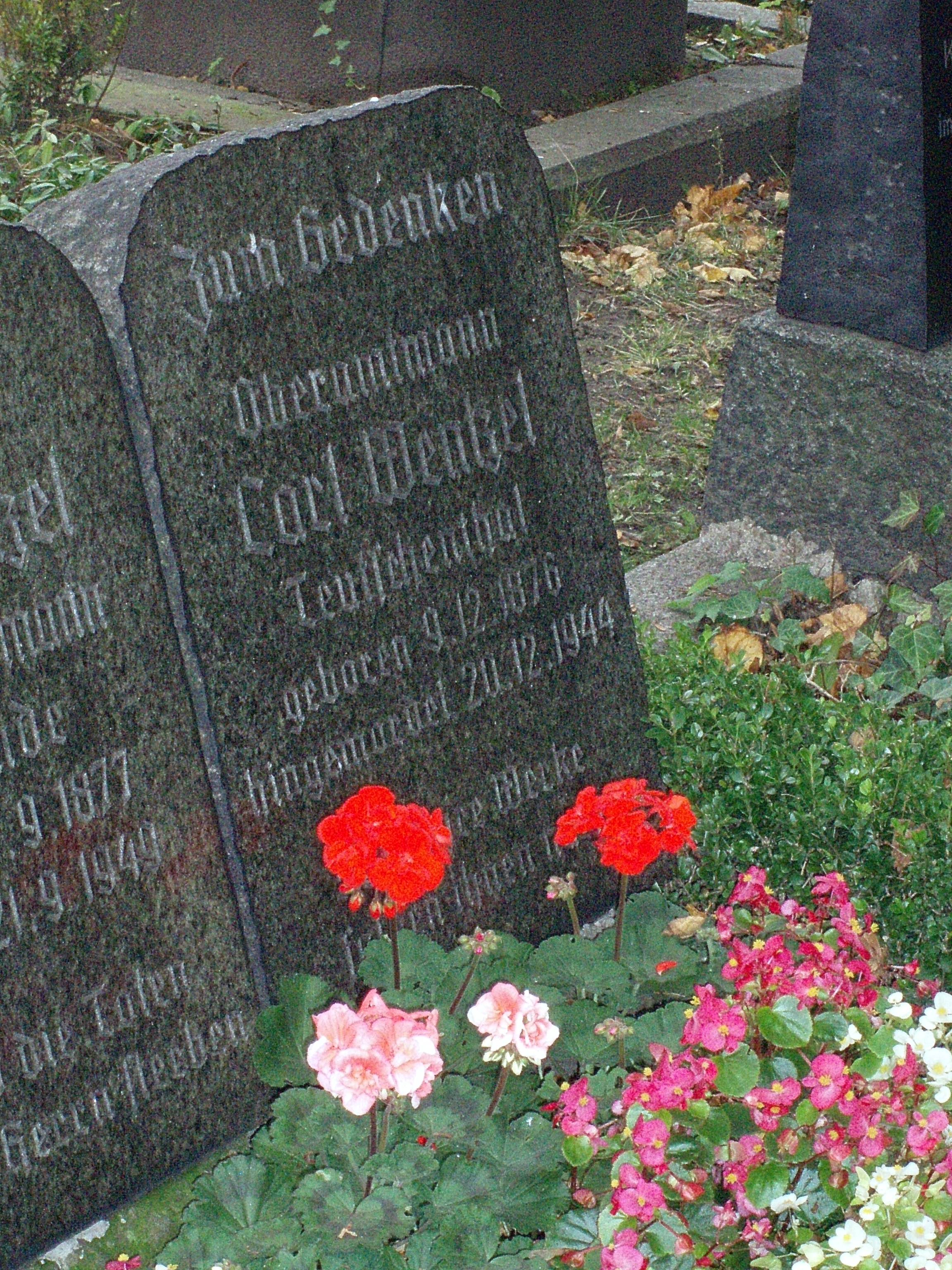
Kenotaph für Carl Wentzel auf dem Halleschen Stadtgottesacker

Carl Kurt Emil Phillip Wentzel (* 9. Dezember 1876 in Brachwitz bei Halle; † 20. Dezember 1944 in Berlin-Plötzensee) war ein deutscher Landwirt und Agrarunternehmer, dem eine Mitwisserschaft am Attentat vom 20. Juli 1944 vorgeworfen wurde, weshalb er zum Tode verurteilt wurde.

## Leben

### Familie
Die Familie Wentzel war Ende des 18. Jahrhunderts aus dem Raum Magdeburg in die Hallesche Gegend eingewandert. Der Großvater Carl Wentzels – Carl E. Wentzel – gründete und erbaute im Jahre 1848 die Zuckerfabrik Langenbogen. Ab 1858 erwarb er Landbesitz in Stedten, Amsdorf, Eisdorf und Teutschenthal. Weiterhin kaufte er drei Braunkohlegruben, darunter die Grube Henriette bei Eisdorf mit einer Jahresförderung von etwa 150.000 Tonnen Braunkohle. Der Vater Wentzels erweiterte noch den landwirtschaftlichen Besitz des Großvaters.
Nach einer landwirtschaftlich-kaufmännischen Ausbildung bewirtschaftete Carl Wentzel zunächst das Gut Brachwitz und übernahm nach dem Tode seines Vaters Schloss Teutschenthal und das väterliche Rittergut Teutschenthal bei Halle (Saale), das er bis zum Beginn des Zweiten Weltkrieges zu einem Wirtschaftsgroßbetrieb mit etwa 9000 Hektar ausbaute. Unter anderem kaufte er 3000 Morgen bei Eisdorf, Schraplau, Stedten und Höhnstedt.
Zur Vergrößerung der Betriebe Wentzels führte auch die Heirat mit Ella von Zimmermann-Salzmünde (1877–1949), Tochter des 1900 nobilitierten August von Zimmermann-Salzmünde (1849–1913), einer Nachfahrin des Agrarunternehmers Johann Gottfried Boltze in Salzmünde. Dazu gehörten u. a. ein Stapelplatz des Getreidehandels des Mansfelder Kreises und reiche Tonlager der umliegenden Gegend. Seit 1847 war das Unternehmen vorwiegend landwirtschaftlich tätig. Der Ehefrau gehörten nach dem Gothaischen Genealogischen Taschenbuch von 1942 die Herrschaft Salzmünde mit 3500 ha sowie weitere Besitzungen in Teutschenthal.

### Wirken
Wentzel engagierte sich besonders im Wohnungsbau für seine Angestellten. Nach dem Ersten Weltkrieg gehörte er der deutschen Delegation auf internationalen Zuckerkonferenzen an. Er erreichte diese Stellung durch seine herausragende Bedeutung bei der Entwicklung und Förderung der Zuckerrüben-Kultur und der Saatzuchtwirtschaft.
Wentzel entwickelte in seinen Betrieben ein horizontal und vertikal gegliedertes Wirtschaftssystem mit zahlreichen Veredelungszweigen. Seine Zucker-Produktion erreichte jährlich bis zu 10.000 Tonnen. Ende der 1920er Jahre hielt er etwa 48 Bullen, 1.150 Kühe, 190 Färsen, 170 Kälber, 9.500 Schafe, Böcke und Lämmer sowie 1.550 Schweine. Seit 1921 betrieb er eine Saatzuchtanstalt zur Züchtung von Weizen.
Wentzel war einer der größten Arbeitgeber seiner Region. In seinen landwirtschaftlichen Betrieben beschäftigte er ca. 18.000 Mitarbeiter und in den Verarbeitungsbetrieben ca. 22.000. Wentzel galt als der „erfolgreiche Organisator der bis zum Ende des Zweiten Weltkriegs größten landwirtschaftlichen Betriebseinheit Deutschlands.“

## Folgen des NS-Regimes

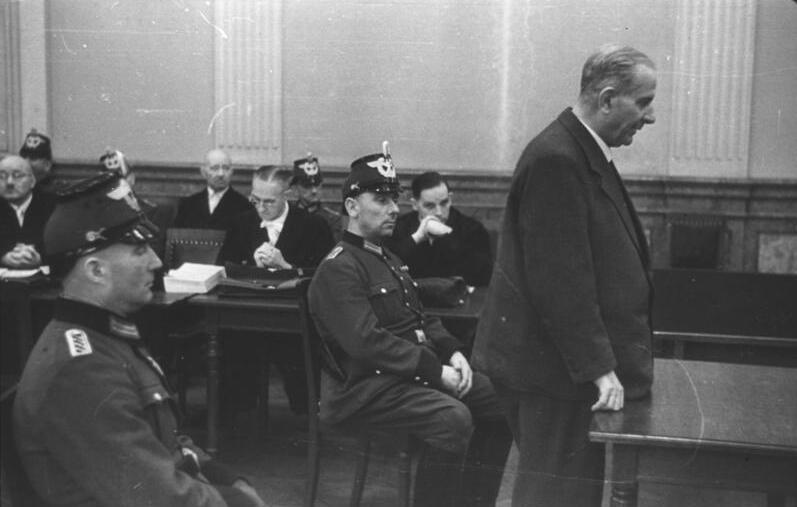
Carl Wentzel vor dem Volksgerichtshof

Obwohl der nationalkonservative Wentzel als ernährungspolitischer Berater der 1936 gegründeten Vierjahresplanbehörde in problematische Nähe zu den vom NS-Staat vorangetriebenen Kriegsvorbereitungen geriet, war er schon vor der Machtergreifung durch die Nationalsozialisten ein konsequenter Gegner des Hitler-Regimes und hatte im Laufe der Zeit Kontakte zu verschiedenen Widerstandsgruppen entwickelt. Der mit ihm befreundete Generaldirektor der Oberhausener Gutehoffnungshütte, Paul Reusch, hatte im Jahr 1935 einen Gesprächskreis ins Leben gerufen, zu dem Großindustrielle, Großlandwirte (wie Wentzel) und weitere einflussreiche Persönlichkeiten aus Wissenschaft und Politik gehörten. In diesem Gesprächskreis wurden Probleme der wirtschaftlichen und politischen Entwicklung diskutiert, wobei einige Teilnehmer dem Nationalsozialismus offen kritisch gegenüberstanden. Bei einem Abendessen im November 1943 mit Reusch und Goerdeler in Schloss Teutschenthal wurden gemeinsam Vorstellungen über eine „Regierung nach Hitler“ angestellt. Diese – von einem Unbekannten bei der Gestapo angezeigten – Gespräche und frühere regimekritische Äußerungen von Wentzel führten zehn Tage nach dem Attentat auf Adolf Hitler vom 20. Juli 1944 zur Verhaftung von Wentzel. Die Attentatspläne hat Wentzel nicht gebilligt, aber er hatte grobe Kenntnis. Später wurde auch seine Frau Ella in Haft genommen. Hinter der Verhaftung Wentzels stand sehr wahrscheinlich der SS-Gruppenführer und Generalmajor der Polizei Ludolf-Hermann von Alvensleben, dessen Familiengut Schochwitz seit langem an die Familie Wentzel verpachtet war. Alvensleben hatte Wentzel bereits früher einmal denunziert. Der notorisch hoch verschuldete Alvensleben nutzte die Gelegenheit, um das Pachtverhältnis gegen den Willen Wentzels aufzulösen und Schochwitz nach der Verurteilung von Carl Wentzel Anfang 1945 wieder selbst in die Bewirtschaftung zu nehmen.
Der Volksgerichtshof unter dem Vorsitz von Roland Freisler verurteilte Carl Wentzel am 13. November 1944 zum Tode. Das Urteil wurde am 20. Dezember im Strafgefängnis Berlin-Plötzensee durch Hängen vollstreckt. Eine Gedenktafel für Carl Wentzel befindet sich auf dem Stadtgottesacker in Halle (Saale). Seine Frau Ella wurde in das KZ Ravensbrück deportiert und erst zu Kriegsende freigelassen. Die Familie wurde im Ergebnis vollständig enteignet.

## Enteignung des Vermögens und Verbleib des Inventars

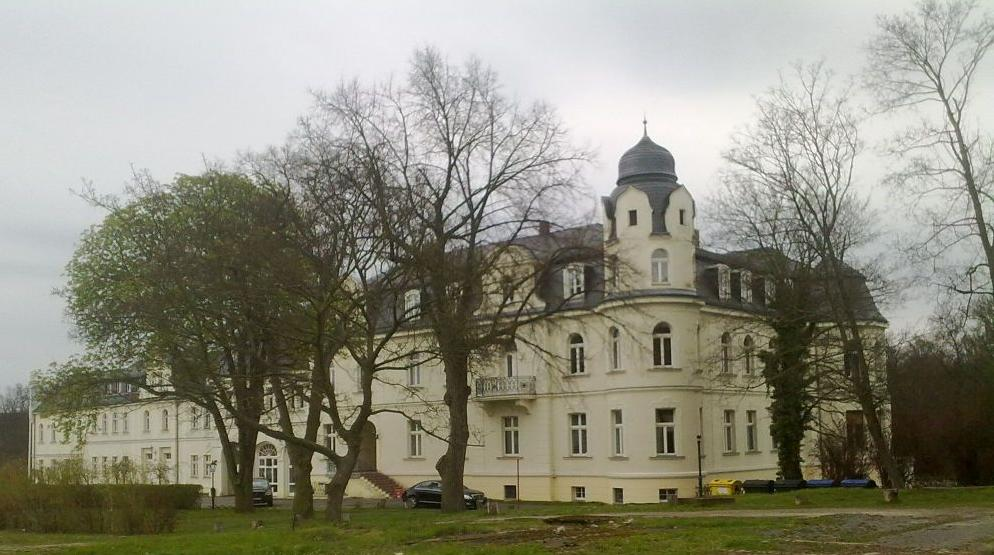
Schloss Teutschenthal

Die US-Besatzungsmacht machte alle gegen das Ehepaar Wentzel getroffenen vermögensrechtlichen Maßnahmen rückgängig. Nachdem die Amerikaner sich aus dem Gebiet zurückgezogen hatten und dieses Teil der sowjetischen Besatzungszone wurde, wurde die Familie im Zuge der Bodenreform nach 1945 erneut enteignet. Zunächst wurde das Schloss an die Sach- und Lebensversicherung Sachsen-Anhalt verpachtet. Das neu entstandene Land Sachsen-Anhalt erklärte den Pachtvertrag jedoch für ungültig und übernahm das Schloss Teutschenthal selbst. Der Wert des Schloss-Inventars war im Jahre 1941 durch eine Inventarliste, die 82 Gemälde, 23 Grafiken und 60 Möbel umfasste, auf 170.000 Reichsmark geschätzt worden. Nach dem Kriege konnten im Jahr 1946 im Schloss noch 20 Gemälde, vier Skulpturen, diverse Stiche und etwa 30 Möbelstücke in einer zweiten Inventarliste festgehalten werden. Der Wert dieser restlichen Stücke wurde auf 97.985 Mark geschätzt.
Das Land Sachsen-Anhalt übergab das Inventar des Schlosses weitgehend als Leihgabe an Museen und staatliche Einrichtungen, einige Stücke wurden als Leihgaben bei der Sach- und Lebensversicherung belassen. Die Versicherungsgesellschaft ging im Jahre 1952 in die Deutsche Versicherungsanstalt (DVA) der DDR auf. Die DVA wurde nach der deutschen Wiedervereinigung von der Allianz AG übernommen. Alle Objekte der ersten Inventarliste von 1941 findet man in der Internetdatenbank für verschollene und gesuchte Kunstwerke LostArt. Als es im Rahmen der Wiedervereinigung um die Bestandskraft der Bodenreform ging, wurde eine wichtige Ausnahme gemacht. Das Land wurde an jene Familien zurückgegeben, die während des Dritten Reichs enteignet worden waren. Heute wohnen die Enkel wieder auf dem Familienbesitz Schloss Teutschenthal.

## Funktionen in der Wirtschaft
- Vorsitzender der Vereinigung Mitteldeutscher Rohzuckerfabriken im Konzern Halle-Rositz-Holland
- Vorsitzender des Aufsichtsrats der Rositzer Zuckerraffinerie (Zuckerfabrik Rositz)
- Vorsitzender des Aufsichtsrats der Zucker-Raffinerie Halle
- Vorsitzender des Aufsichtsrats der Zucker-Vertriebsgesellschaft Halle-Rositz-Holland AG
- Vorsitzender des Aufsichtsrats der Zuckerkreditbank AG
- Vorsitzender des Grubenvorstands der Gewerkschaft des Bruckhof-Nietlebener Bergbau-Vereins (Halle an der Saale)
- Mitglied des Aufsichtsrats der Braunkohlen- und Brikettwerke Roddergrube AG
- Mitglied des Aufsichtsrats der Darmstädter und Nationalbank AG, Berlin
- Mitglied des Aufsichtsrats der Hallescher Bankverein Kulisch, Kämpf & Co. KGaA, Halle an der Saale
- Vorsitzender des Verwaltungsrats der Saatgutverkaufsgesellschaft mbH, Berlin
- Vorsitzender des Verwaltungsrats der Lochow-Petkus GmbH, Berlin
- Mitglied des Aufsichtsrats der Brandenburger Versicherungs AG
- Mitglied des Aufsichtsrats der Colonia Versicherungs AG
- Mitglied des Aufsichtsrats der Dresdner Bank